# Тархов, Сергей Фёдорович
Сергей Фёдорович Тархов (25 сентября [8 октября] 1909, Саратов — 23 ноября 1936, Мадрид) — советский лётчик-истребитель, Герой Советского Союза.

## Биография
Сергей Фёдорович Тархов родился в 1909 году в Саратове в семье рабочего. Русский. С 1918 по 1923 годы жил в городе Нижнем Ломове Пензенской области, закончил 7 классов школы. Осенью 1923 года вернулся в Саратов, где поступил в двухгодичную железнодорожную школу ФЗУ. После её окончания работал на путях Саратовского отделения Рязано-Уральской железной дороги, одновременно учился в кружке Осоавиахима и 4-й школе взрослых повышенного типа. 
В РККА с 1927 года. По комсомольской путёвке был направлен на учебу в Ленинградскую Военно-теоретическую школу ВВС. Практический курс обучения проходил в Оренбургской военной авиационной школе лётчиков-наблюдателей (1928). Член ВКП(б) с 1929 года. В июле 1929 года получил звание военного пилота, после чего служил в авиационных частях Киевского и Белорусского военных округов. В 1934 году окончил Высшую авиационную лётно-тактическую школу в городе Липецке.
С февраля 1936 года командовал 107-й отдельной истребительной авиационной эскадрильей. За высокие показатели в боевой и политической подготовке имел 18 благодарностей и наград от командования, в том числе Почётную грамоту ЦК ВЛКСМ и именно личное оружие от командующего округом И.П. Уборевича.
10 ноября эскадрилья И-16 под командованием Тархова прибыла под Мадрид и в тот же день произвела первую штурмовку противника в пригороде испанской столицы.
13 ноября 1936 года произошёл первый воздушный бой группы Тархова. Около 15 часов 8 бомбардировщиков франкистов под прикрытием 18 истребителей попытались прорваться к Мадриду. На перехват поднялись эскадрильи Рычагова (12 истребителей И-15) и Тархова (12 И-16). В завязавшемся бою самолёт Тархова был подбит и столкнулся с истребителем противника; немецкий лётчик погиб, Тархов выпрыгнул с парашютом и приземлился на своей территории. Республиканские солдаты, находившиеся поблизости, приняв его за лётчика мятежников, обстреляли его и тяжело раненого доставили в здание военного министерства. Находившийся там в это время советский журналист Михаил Кольцов исправил ошибку; Тархова доставили в госпиталь, но через несколько дней он скончался и был похоронен на окраине Мадрида.
В этом же бою был подбит и попал в плен старший лейтенант Бочаров. Там он подвергся пыткам и был убит; на следующий день его обезображенное обезглавленное тело было сброшено с самолёта на республиканскую территорию.
Потери противника составили четыре самолёта; погибло два немецких пилота. Этот день стал одним из самых неудачных для лётчиков легиона «Кондор» за всё время боевых действий, такие потери в личном составе в одном бою у них ещё были только один раз.
31 декабря 1936 года Сергею Фёдоровичу Тархову было посмертно присвоено звание Героя Советского Союза.

## Награды
- Герой Советского Союза;
- орден Ленина (31 декабря 1936, посмертно).

## Память
- Имя Тархова носят улица и школа в Нижнем Ломове.
- На фасаде школы №1 города Нижний Ломов, установлена памятная доска.
- Улица в Харькове.
- Улица на родине героя — в Саратове.
- Памятная доска на Аллее славы в городе Нижний Ломов.

Памятная доска Тархову Сергею Фёдоровичу на фасаде школы №1 города Нижний Ломов
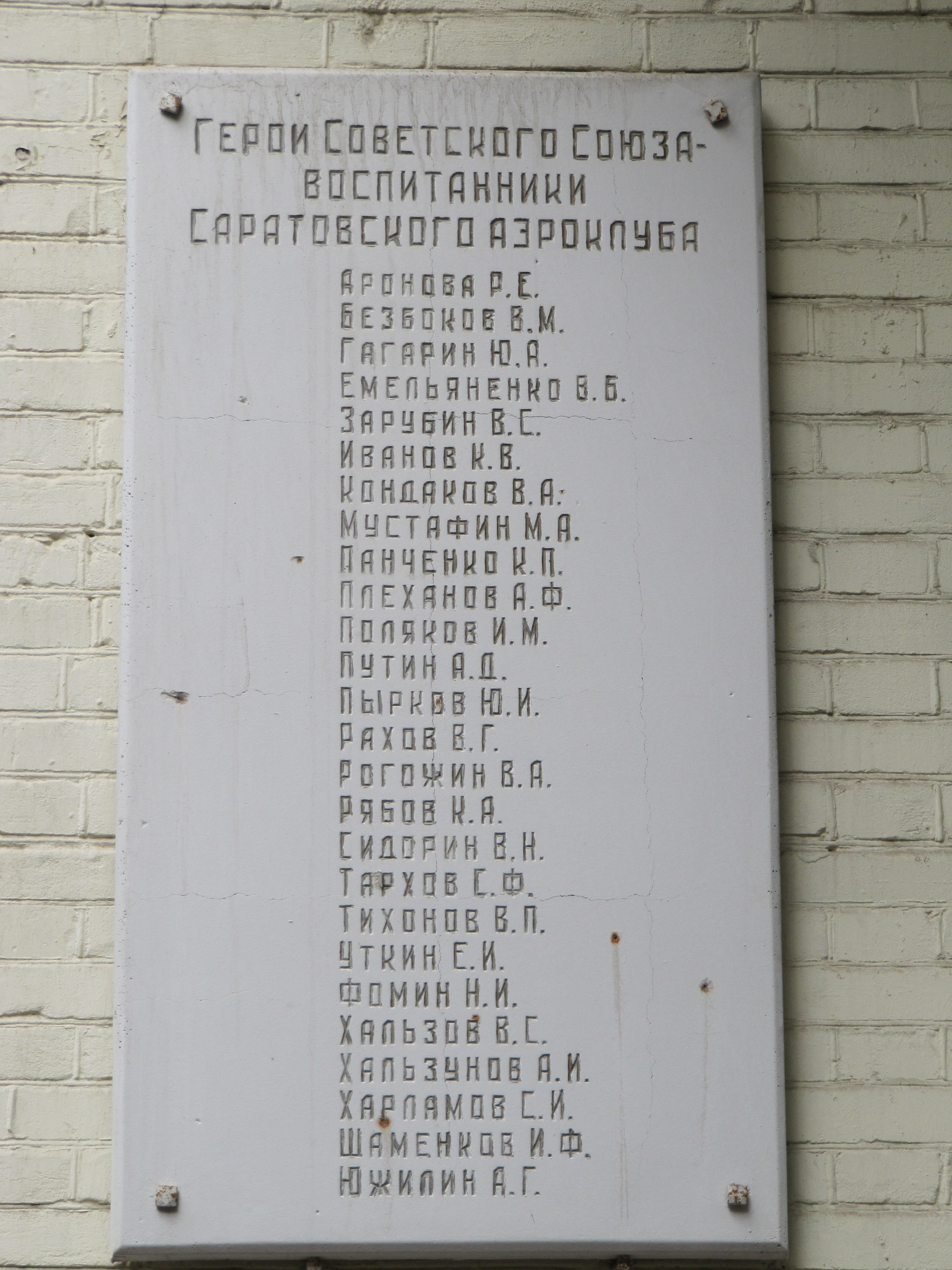
Здание аэроклуба ул. Рабочая 22, Саратов